# 黃葆光
黃葆光（?—?），字元晖，一作字元輝，黟縣人。
十六歲就讀太學，試禮部不中。出使高麗，補將仕郎，试吏部铨第一，以銓試優等賜進士出身，迁监察御史，擢左司谏，官至侍御史，上《平夷书》，擢拔為秘书丞，上疏“蔡京強悍自專，侈大過制，無君臣之分。”。因忤蔡京谪昭州安置。

## 延伸阅读
[在维基数据编辑]
 《宋史·卷348》，出自脱脱《宋史》